# ترام أثينا
ترام أثينا هو نظام شبكة ترام عام حديث يخدم أثينا، اليونان. وهي الآن مملوكة ومدارة من قبل النقل بالسكك الحديدية في المناطق الحضرية (STASY) S.A. (اليونانية: ΣΤΑΣΥ Α.Ε.).
تدير ستاسي أسطولًا من 35 مركبة سيريو، التي تخدم 3 خطوط ترام و48 محطة ترام. تمتد شبكة الترام بطول إجمالي يبلغ 27 كيلومترًا (16.8 ميل)، وتغطي عشر ضواحي أثينية. هذه الشبكة تمتد من سينتاجما (وسط أثينا) إلى الضاحية الجنوبية الغربية لباليو فاليرو، حيث ينقسم الخط إلى فرعين يمتد الأول على طول ساحل أثينا باتجاه الضاحية الجنوبية لفولا، بينما يتجه الآخر نحو ميناء بيرايوس.
تغطي الشبكة غالبية ساحل خليج سارونيك في المدينة. يوفر نظام ترام أثينا ستاسي متوسط الخدمة اليومية إلى 65000 راكب، ويعمل به 345 شخصًا.كما أن التصوير الفوتوغرافي وتصوير الفيديو في الترام ومحطاتها مسموح.